# Lophodium poeppigianum
Lophodium poeppigianum là một loài dương xỉ trong họ Dryopteridaceae. Loài này được Underw. mô tả khoa học đầu tiên..
Danh pháp khoa học của loài này chưa được làm sáng tỏ. 